# Émésène
L'Émésène est un des noms donnés au territoire de l'antique Émèse. Selon Pline l'Ancien, ce territoire confinait à la Palmyrène. Daniel Schlumberger découvrit une borne à Qasr el-Heir el-Gharbi en 1936, érigée sous Hadrien (r. 117-138) ou l'un de ses successeurs et portant l'inscription ci-après reproduite :
       Fin[es]
       inteṛ
Hadriano[s]
Palmyrenos
           et
[He]ṃesenos